# Pierre Garreau
Le baron Pierre Garreau est un magistrat et homme politique français né le 17 janvier 1748 au Bois-Plage-en-Ré (Charente-Maritime) et mort le 23 mars 1827 à Marennes (Charente-Maritime).

## Biographie
Pierre Garreau est le fils de Pierre Garreau, notaire royal, et d'Elisabeth Drouet. Procureur du roi à l'élection de Marennes avant la Révolution, il devient administrateur du département pour le district de Marennes (25 juin 1790), président de ce district en novembre suivant, et une seconde fois administrateur du département du 5 septembre 1791 au 10 septembre 1792.
Le 23 vendémiaire an IV, il est élu député de la Charente-Inférieure au Conseil des Cinq-Cents, avec 155 voix sur 310 votants. Il s'y occupe particulièrement de la condition des déportés par les Anglais, et, à la séance du 4 fructidor an IV, fait décider, à propos de la pétition du citoyen Millet, déporté dans l'île Sainte-Lucie, que les accusés seraient informés du tribunal où ils devraient purger leur contumace.
En l'an XI, Garreau est nommé président de chambre au tribunal de Trèves, et, le 14 juin 1804, chevalier de la Légion d'honneur. Premier président de la cour de Trèves (1805), il est créé baron d'Empire le 9 mai 1811. 
L'invasion étrangère le force à rentrer en France en 1814 et met fin à sa carrière de magistrat. Le 31 mai 1815, il reçoit une pension de 6 000 francs, qu'une ordonnance du 23 février 1815 réduit à 4 000. 
En mai 1815, pendant les Cent-Jours, le baron Garreau présente à l'empereur l'adresse du collège électoral de la Charente-Inférieure. En 1816, il se porte, sans succès, candidat à la députation dans le collège de département de la Charente-Inférieure, aux élections qui suivirent la dissolution de la Chambre.

## Sources
- « Pierre Garreau », dans Adolphe Robert et Gaston Cougny, Dictionnaire des parlementaires français, Edgar Bourloton, 1889-1891 [détail de l’édition]